# 朱紅箭 (中土大陸)
在托爾金（J. R. R. Tolkien）奇幻小說的中土大陸裡，朱紅箭（Red Arrow）是剛鐸（Gondor）在召集盟國時所用的信物。
朱紅箭的箭身呈黑色，箭頭以鋼打造，箭頭的尖端有紅色的標記，因而得名，以血色表示情況危急。黑色的箭身半獸人所用的箭矢甚為相似。
剛鐸在第三紀元2509年被東方人（Easterlings）入侵，博隆迪爾（Borondir）及另外五位使者沿安都因河（Anduin）尋找剛鐸的盟友伊歐西歐德（Éothéod）。博隆迪爾是唯一能夠活命將朱紅箭傳達到伊歐西歐德首領伊歐（Eorl）那處。
後來，朱紅箭遂成為召集洛汗人（Rohirrim）的信物。魔戒聖戰（War of the Ring）時，賀剛（Hirgon）將朱紅箭傳達到洛汗（Rohan），國王希優頓（Théoden）集結洛汗大軍應援，參與帕蘭諾平原戰役（Battle of the Pelennor Fields）。
不知道朱紅箭是從何而來，這可能是剛鐸召集盟友的傳統。另一可能是博隆迪爾拿取了箭頭染血的半獸人箭鏃向伊歐西歐德展示，證明情怳危急。
在彼得·傑克遜（Peter Jackson）執導的電影《魔戒三部曲：王者再臨》裡，朱紅箭並沒有出現。只利用白色山脈上的烽火臺向洛汗求援（在小說裡，托爾金寫山上的烽火臺用來示警及求援）。